# Baoying
Baoying, tidigare känt som Paoying, är ett härad som hör till Yangzhous stad på prefekturnivå i Jiangsu-provinsen i östra Kina.